# 토미자와 미치에
토미자와 미치에(富沢 美智恵, 1961년 10월 20일 ~)는 일본의 성우이다. 본명은 이토 미치에(伊藤 美智江)다. 원래는 도쿄 배우 생활협동조합 소속이었다.

## 출연작

### TV 애니메이션
1983년
- 성전사 단바인 (엘 피노)
- 미미의 컴퓨터 여행 (히로코)

1984년
- 초시공 기사단 서던크로스 (잔느 프란시즈)

1986년
- 힘내라 킥커스 (타카다 테츠야)

1987년
- 오렌지 로드 (카스가 마나미)
- 빅쿠리맨 (비너스 시라유키)

1988년
- 싸워라 라면맨 (타케노코)

1990년
- 매지컬 타루루토군

1991년
- 근육맨:근육성왕위쟁탈편

1992년
- 크레용 신짱 (마츠자카 우메)
- 수퍼 빅쿠리맨 (시즈카뇨텐)
- 미소녀전사 세일러문 (히노 레이/세일러 마스)
- 그린 레전드 란 (홍란)

1993년
- 미소녀전사 세일러문 R (히노 레이/세일러 마스)
- 고스트 스위퍼 미카미 (오가사와라 에미)
- 미라클 걸즈

1994년
- 미소녀전사 세일러문 S (히노 레이/세일러 마스)

1995년
- 괴도 세인트 테일(토모코)
- 공상과학세계 걸리버보이
- 미소녀전사 세일러문SuperS (히노 레이/세일러 마스)

1996년
- 엘프를 쫓는 자들(코미야마 아이리)
- 미소녀전사 세일러문 세일러 스타즈 (히노 레이/세일러 마스)

1997년
- 엘프를 사냥하는 사람들 II (세컨드) (코미야마 아이리)
- 김전일 소년의 사건부 (히가타 오리에)
- 큐티하니F(환타스틱 플라)

1998년
- 유☆희☆왕
- 로도스도 전기 - 영웅기사전 (레일리아)

2000년
- 사쿠라 대전TV (칸자키 스미레)
- 명탐정 코난

2001년
- 에비츄 (주인님)
- 오! 나의 여신님 : 작다는 것은 편리해 (히카리)

2004년
- 용오 ~교섭인~ (오리가 엘레노어)

2006년
- 만담천녀 오유이 (오긴)
- 블랙 라군 (로베르타)

2007년
- 게게게의 키타로(제5작)

2009년
- 안녕 앤〜Before Green Gables (애미손 여사,무리무슨 여사)
- 파이트 일발! 충전짱!! (펄스 트랜스)

### 극장판 애니메이션
2016년
- 짱구는 못말려 극장판: 폭풍수면! 꿈꾸는 세계 대돌격 (마츠자카 우메)

2022년
- 짱구는 못말려 극장판: 동물소환 닌자 배꼽수비대 (마츠자카 우메)

2024년
- 극장판 짱구는 못말려: 우리들의 공룡일기 (마츠자카 우메)

### OVA
1985년
- 뱀파이어 헌터 D (도리스)

1990년
- 슈퍼 리얼 마작: 배틀 스쿨럼블 (미키) (두 번째 OVA)

1991년
- 마수전사 루나발가 (루나)

2005년
- 카레이도 스타 Legend of Phoenix (류)

### 게임
1991년
- 이스3(PC 엔진판)(엘레나)

1996년
- 사쿠라 대전(칸자키 스미레)

1997년
- 랑그릿사2 (소니아)

1998년
- 랑그릿사5 (브렌다)
- 마알 왕국의 인형 공주(마죠리)

1999년
- 슈퍼 로봇 대전 콤플리트 박스(에리스 라디우스)
- 리틀 프린세스 마알 왕국의 인형 공주2(마죠리)

2000년
- 천사의 프레젠트 마알 왕국 이야기(마죠리)

2001년
- 사쿠라 대전3 ~파리는 불타고 있는가~(칸자키 스미레)

2002년
- 슈퍼 로봇 대전IMPACT(엘 피노)

2005년
- DIGITAL DEVIL SAGA 아바탈 튜너2 (제나 엔젤)

2009년
- 안티포나의 성가공주 ~천사의 악보 Op.A~ (마죠리)